# توماس بيكارد
توماس جوزيف بيكارد (بالإنجليزية: Thomas J. Pickard)‏ عمل كمدير بالوكالة لمكتب التحقيقات الفيدرالي لمدة 71 يوما في صيف عام 2001 بعد استقالة المدير السابق لويس فريه.

## النشأة والتعليم
ولِدَ في مدينة نيويورك وحصل علي بكالوريوس في إدارة الأعمال من كلية سان فرانسيس في بروكلين هايتس، تم حصل على شهادة الماجستير في إدارة الأعمال من جامعة سان جون في مدينة نيويورك.

## مكتب التحقيقات الفيدرالي
ألتحق بمكتب التحقيقات الفيدرالي في يناير عام 1975 ليعمل كمحقق، بعد فترة من التدريب التحق بمكتب مدينة نيويورك، تم نقله في أبريل عام 1979 للعمل في مكتب العاصمة واشنطن، في سبتمبر عام 1969 عينه المدير السابق لويس فريه ليشغل وظيفة مساعد مدير مكتب واشنطن الميداني، تم اختياره في فبراير 1998 ليشغل منصب المدير المساعد لقسم التحقيقات الجنائية في المكتب الرئيسي للتحقيقات الفيدرالية، ثم تولي منصب مدير مكتب التحقيقات الفيدرالي بالوكالة خلفاً للمدير السابق لويس فريه الذي كان قد استقال، واستمر في منصبة كمدير للتحقيقات الفيدرالي لمدة 71 يوما قبل ان يعلن تقاعدة في نوفمبر من نفس العام.

## وصلات خارجية
- "مكتب التحقيقات الفيدرالي: الميديرين السابقين والحاليين". مؤرشف من الأصل في 2016-12-21. اطلع عليه بتاريخ 2010-04-26. (بالإنجليزية)